# Národní park Ytre Hvaler
Ytre Hvaler je mořský národní park v norském kraji Østfold. Byl vyhlášen v roce 2009. Spolu se sousedním švédským parkem Kosterhavet je to první národní park ve Skandinávii, který je zaměřen na ochranu podmořského života.

## Popis
Národní park se nachází v pobřežní a šérové krajině obce Hvaler a Fredrikstad. Park byl založen 26. června 2009 za účelem „zachování jedinečné, velké a relativně nedotčené přírodní oblasti u pobřeží jihovýchodního Norska, zachování podvodní krajiny s různou topografií dna a zachování ekosystémů na souši i v moři s přirozeně se vyskytujícími druhy a populacemi, pobřežní krajiny s mořskou hladinou a mořským dnem s korálovými útesy, tvrdým a měkkým dnem“. Rozkládá se na ploše 354 km², z čehož 340 km² činí mořská oblast – vody Skagerraku.
Národní park nahradil čtyři bývalé rezervace mořských ptáků Akerøya, Heia, Møren a Søndre Søster. Park se nachází východně od národního parku Færder a na jihu hraničí se švédským národním parkem Kosterhavet, který byl založen současně.

## Galerie

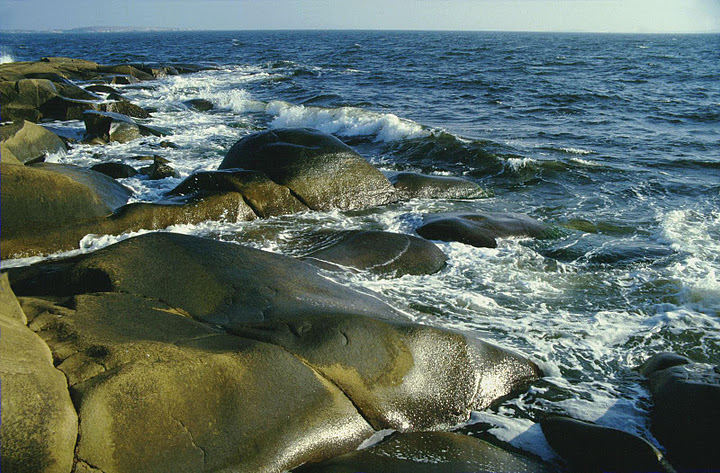
Rødshue
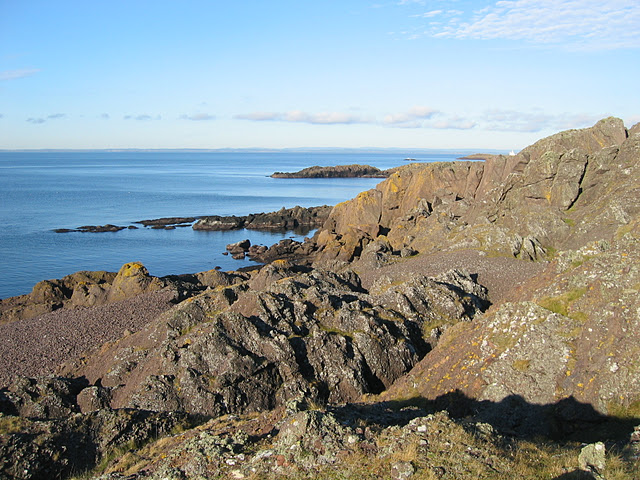
Søsterøyene
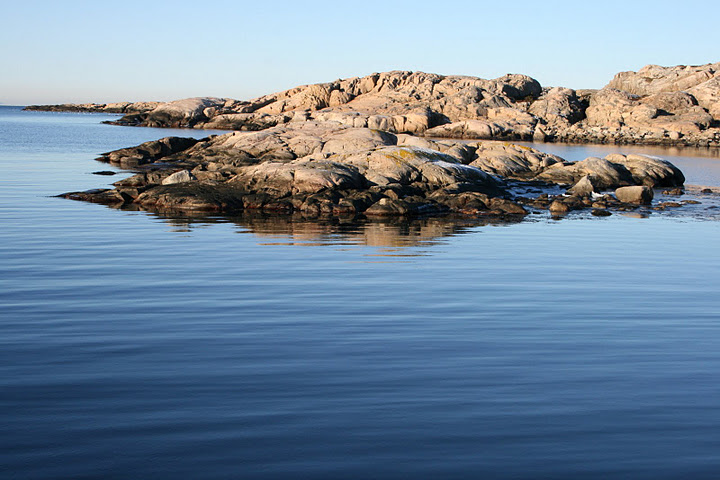
Tisler
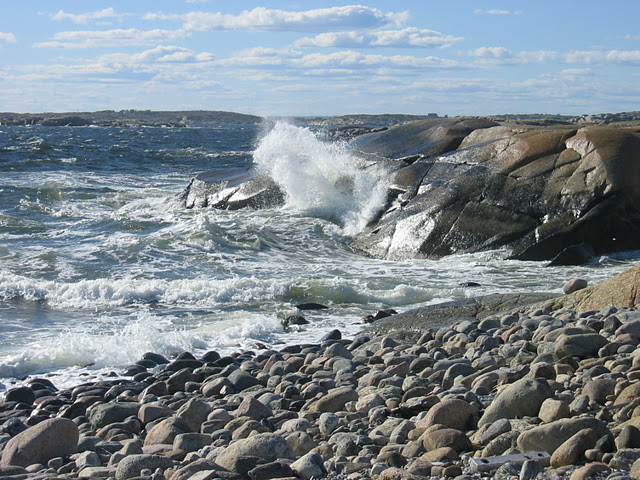
Herføl
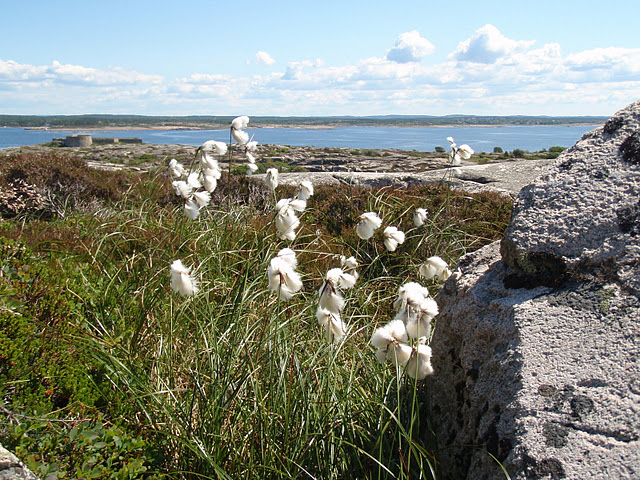
Akerøya
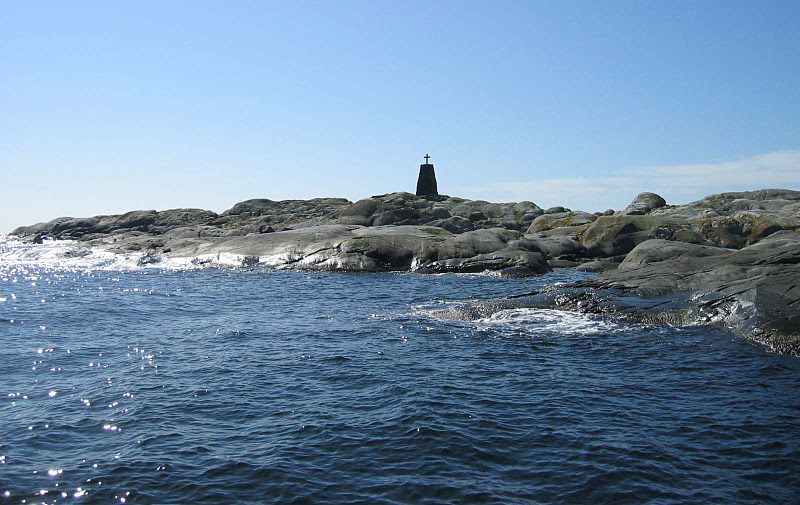
Heia
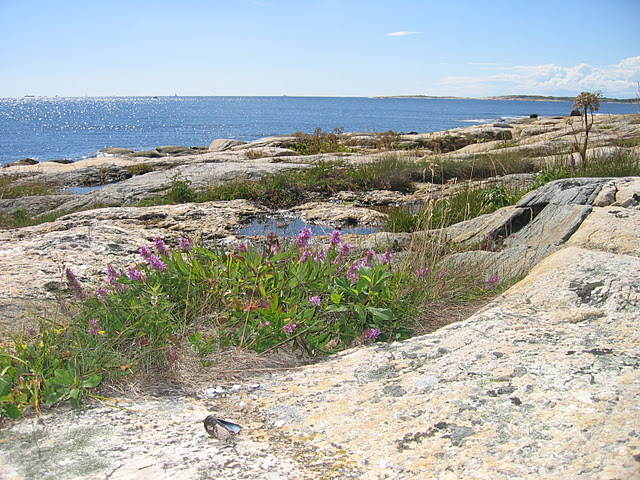
Landfasten
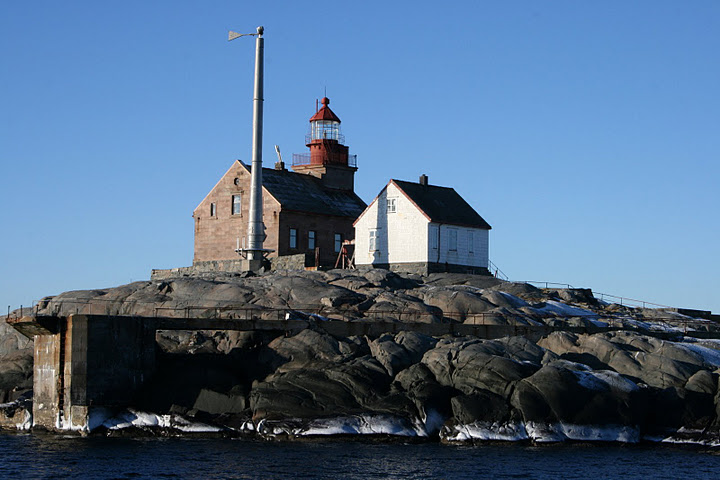
maják Torbjørnskjær
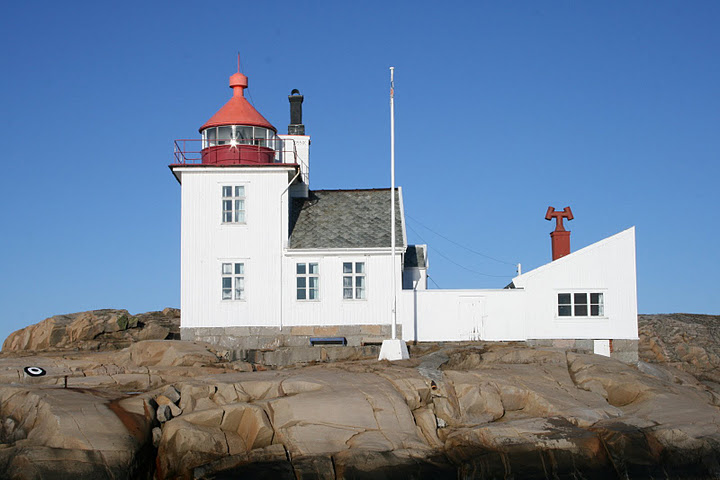
maják Homlungen